# Nuoto ai Giochi della VIII Olimpiade - Staffetta 4x100 metri stile libero femminile
La gara della staffetta 4x200 metri stile libero  dei Giochi di Parigi 1924 si disputò il 18 luglio. Le atlete partecipanti furono 24, provenienti da 6 nazioni.

## Finale
| Pos.    | Nazione       | Atleti                                                             | Tempo  | Note            |
| ------- | ------------- | ------------------------------------------------------------------ | ------ | --------------- |
| Oro     | Stati Uniti   | Euphrasia Donnelly Gertrude Ederle Ethel Lackie Mariechen Wehselau | 4'58"8 | Record mondiale |
| Argento | Gran Bretagna | Florrie Barker Connie Jeans Grace McKenzie Vera Tanner             | 5'17"0 |                 |
| Bronzo  | Svezia        | Aina Berg Gulli Ewerlund Wivan Pettersson Hjördis Töpel            | 5'35"6 |                 |
| 4       | Danimarca     | Vibeke Møller Agnete Olsen Hedevig Rasmussen Karen Maud Rasmussen  | 5'42"4 |                 |
| 5       | Francia       | Ernestine Lebrun Gilberte Mortier Bienna Pellegry Mariette Protin  | 5'43"4 |                 |
| 6       | Paesi Bassi   | Mietje Baron Truus Klapwijk Rie Vierdag Ada Bolten                 | 5'45"8 |                 |